# Khinjan

Les districts de la province de Baghlan.
Le district de Khinjan est en orange.

Le district de Khinjan (خنجان, Ḫenǧân, en persan) est un district de la province de Baghlan, en Afghanistan.

## Démographie
Le district de Khinjan a une population de 24 000 habitants. Elle est composée à 85 % de Tadjiks, 5 % de Pachtouns, 5 % de Hazaras et 5 % d'Ouzbeks.

## Géographie
Le district de Khinjan est situé au sud de la chaîne montagneuse de l'Hindu Kush.

## Administration
La capitale du district de Khinjan est la ville de Khenjan.

## Transports
Le district de Khinjan est traversé, du sud à l'ouest, par l'autoroute principale Kaboul-Kunduz.

## Économie
La principale activité économique du district est l'agriculture. 30 % des terres sont irriguées. Elles produisent du blé, du riz, des légumes et du maïs. Les cultures sont menacées par les invasions de sauterelles et la sécheresse. 10 % de la population tirent un revenu de la coupe du bois sur les montagnes environnantes et de sa vente au marché. L'élevage concerne les chèvres, les moutons et les bovins. Les bœufs sont utilisés pour tirer les charrettes.